# Aenne Kundermann
Aenne Kundermann, née Aenne Seufert le 6 octobre 1907 à Mannheim et décédée le 30 janvier 2000, est une femme politique et diplomate est-allemande. Elle est la première femme diplomate de la RDA.

## Biographie

### Premiers engagements politique et travail de secrétaire
Aenne Seufert est la fille d'un ouvrier et d'une couturière. Elle va à l’école élémentaire entre 1913 et 1921. Cette année-là, elle travaille comme serveuse, puis comme ouvrière à Stuttgart. Elle rejoint la Ligue des jeunes communistes d'Allemagne, et occupe plusieurs fonctions dans divers districts de Stuttgart-Est. De 1923 à 1926, elle travaille comme sténographe chez l'administration locale de l'Union des travailleurs de la métallurgie allemande (DMV) de Stuttgart et, de 1926 à 1927, au sein du Comité exécutif de la Jeunesse Internationale communiste à Moscou. En 1928, elle revient à l'Allemagne et rejoint le Parti communiste d'Allemagne (KPD). De 1928 à 1930, elle est secrétaire chez le Comité central du Parti communiste. De 1930 à 1933, elle a été secrétaire de l'Internationale syndicale rouge et d'un Comité à Berlin et à Sarrebruck. 

### Exil soviétique
En 1933, le NSDAP et son chef, Adolf Hitler, arrivent au pouvoir après avoir remporté les élections législatives. Elle émigre en Tchécoslovaquie, puis en URSS. De 1933 à 1937, elle est secrétaire au sein de l'Internationale syndicale rouge à Moscou, de 1937 à 1940, secrétaire dans le service « affaires étrangères » du siège des syndicats soviétiques et, en 1941 sténographe au Comité exécutif de l'Internationale communiste (Komintern). Durant son séjour à Moscou, elle suit des cours du soir à l'université communiste des minorités nationales occidentales. De 1935 à 1936, elle est aussi membre de la Mission allemande au Komintern. Après l'invasion allemande de l'Union soviétique, elle est évacuée à Oufa. À partir de 1942, elle devient inspectrice de l'administration dans divers camps.

### Retour en Allemagne
Entre avril et mai 1945, elle revient sur le territoire allemand, avec son mari Erich Kundermann et le Groupe Ulbricht. Dès juillet 1945, elle travaille au sein du Comité du Parti communiste régional de Mecklembourg-Poméranie-Occidentale, en étant chargée de la sélection des cadres et de la connexion à l'administration soviétique. De 1946 à 1949, elle est membre, puis directrice du service du personnel de cette même région. Elle est aussi députée à la Chambre du peuple.

### Carrière diplomatique
À partir de 1949, elle commence une carrière diplomatique. De 1950 à 1951, elle est ambassadrice de la RDA en Bulgarie et de 1951 à 1953, en Pologne. De 1953 à 1954, elle dirige un service au sein du ministère des Affaires étrangères de la RDA (MFAA). De 1960 à 1961, elle est ambassadrice en Albanie, et de 1962 à 1968 directrice d'un nouveau service du MFAA.
De 1955 à 1962, elle est membre du Comité Central de la Société d'amitié germano-soviétique.

## Distinctions
Oskar Fischer est décoré en 1973 de l'ordre du Mérite patriotique (Vaterländischer Verdienstorden) et, en 1983 de l'ordre de Karl-Marx.
- 1955 : Ordre du Mérite patriotique (bronze)
- 1960 : Bannière du Travail
- 1967 : Ordre du Mérite patriotique (argent)
- 1972 : Ordre du Mérite patriotique (or)
- 1977 : Ordre du Mérite patriotique (Ehrenspange)
- 1983 : Étoile de l'amitié des peuples (RDA)
- 1987 : Ordre de Karl-Marx

## Sources
- (de) Cet article est partiellement ou en totalité issu de l’article de Wikipédia en allemand intitulé « Aenne Kundermann » (voir la liste des auteurs).